# Barbe-Marguerite Henry
Barbe-Marguerite Henry, även Coudurier och Cénas, född i Paris 1735, död efter år 1775, var en fransk skådespelare och komiker. Hon var aktiv i Sverige som engagerad vid Sällskapet Du Londel. 

## Biografi
Barbe-Marguerite Henry var född i Paris som dotter till den franska apotekaren Michel Henry och Marguerite Lefebvre. Hon gifte sig första gången 4 maj 1755 i Stockholm med den franske sidenhandlaren Jean-Baptiste Coudurier, som var bosatt i Sverige, och blev mor till fem barn mellan 1756 och 1759, bland dem Angélique Cénas. Hon gifte om sig år 1770 med den franske balettmästaren vid svenska hovet, Gaspard Cénas.
Henry engagerades vid det franska teatersällskap som uppträdde i Stockholm och vid det svenska hovet 1753-71. Inom den franska teatern var skådespelarna strängt kategoriserade i sina egna fack. Hon betecknade själv (1773) sin repertoir som förtrogna i tragedier, stödjande roller, komiska gamlingar, drottningroller och komiska bönder. 
År 1771 avskedades det franska teatersällskapet av Gustav III vid hans trontillträde, och Barbe-Marguerite Henry lämnade då Sverige med sin familj. Hon noteras ha uppträtt i bland annat Rouen (1773) och Lille (1774-75).  Efter 1775 försvinner alla spår av henne.  